# 今井小松
今井 小松（いまい こまつ、1899年8月13日 - 1984年3月19日）は、日本の女性パイロットで京都府出身。本名は西原 小まつ、ペンネームは雲井竜子。NHK連続テレビ小説「雲のじゅうたん」のモデルの一人といわれている。

## 人物
日本で二番目に航空操縦士免許を取得した女性パイロットの草分けのひとりである。元財団法人日本婦人航空協会（現・一般社団法人日本女性航空協会）理事長。
静岡県の福長飛行機研究所で操縦を学び、1927年（昭和2年）、航空操縦士免許（二等飛行士操縦免許）を取得した。久能山の上空で曲技飛行をしたエピソードがある。雲井龍子の筆名で航空小説や随筆の執筆も行った。
1937年（昭和12年）、寺内内閣の懐刀と言われ西原借款で有名な西原亀三と結婚。1955年（昭和30年）より日本婦人航空協会（現・日本女性航空協会）理事長を務める。1984年（昭和59年）3月19日、宮津市で亡くなる。